# Linköpings centralstation
Linköpings centralstation – główny dworzec centralny w Linköping, w Szwecji. Stacja budowana była w latach 1871-1872. Na stacji zatrzymują się pociągi szwedzkich kolei państwowych Statens Järnvägar (SJ), którymi można dotrzeć do większości miast Szwecji (szybka linia kolejowa X 2000 na trasie Malmö – Sztokholm).
Wewnątrz budynku stacji znajdują się obiekty usługowo-handlowe, kasy biletowe, toalety, dostęp do internetu oraz automaty biletowe.
W bezpośrednim sąsiedztwie dworca kolejowego znajduje się dworzec autobusowy (autobusy miejskie Linköping oraz dalekobieżne).